# Штафхорст
Штафхорст (њем. Staffhorst) општина је у њемачкој савезној држави Доња Саксонија. Једно је од 47 општинских средишта округа Дипхолц. Према процјени из 2010. у општини је живјело 605 становника. Посједује регионалну шифру (AGS) 3251035.

## Географски и демографски подаци
Штафхорст се налази у савезној држави Доња Саксонија у округу Дипхолц. Општина се налази на надморској висини од 44 метра. Површина општине износи 14,6 km². У самом мјесту је, према процјени из 2010. године, живјело 605 становника. Просјечна густина становништва износи 41 становника/km².

## Међународна сарадња
| Мјесто | Држава    | Врста сарадње | Од    |
| ------ | --------- | ------------- | ----- |
|        | Француска | партнерство   | 1991. |
|        | Француска | партнерство   | 1991. |
| Извор  |           |               |       |